# Raimund Lang (Schauspieler)

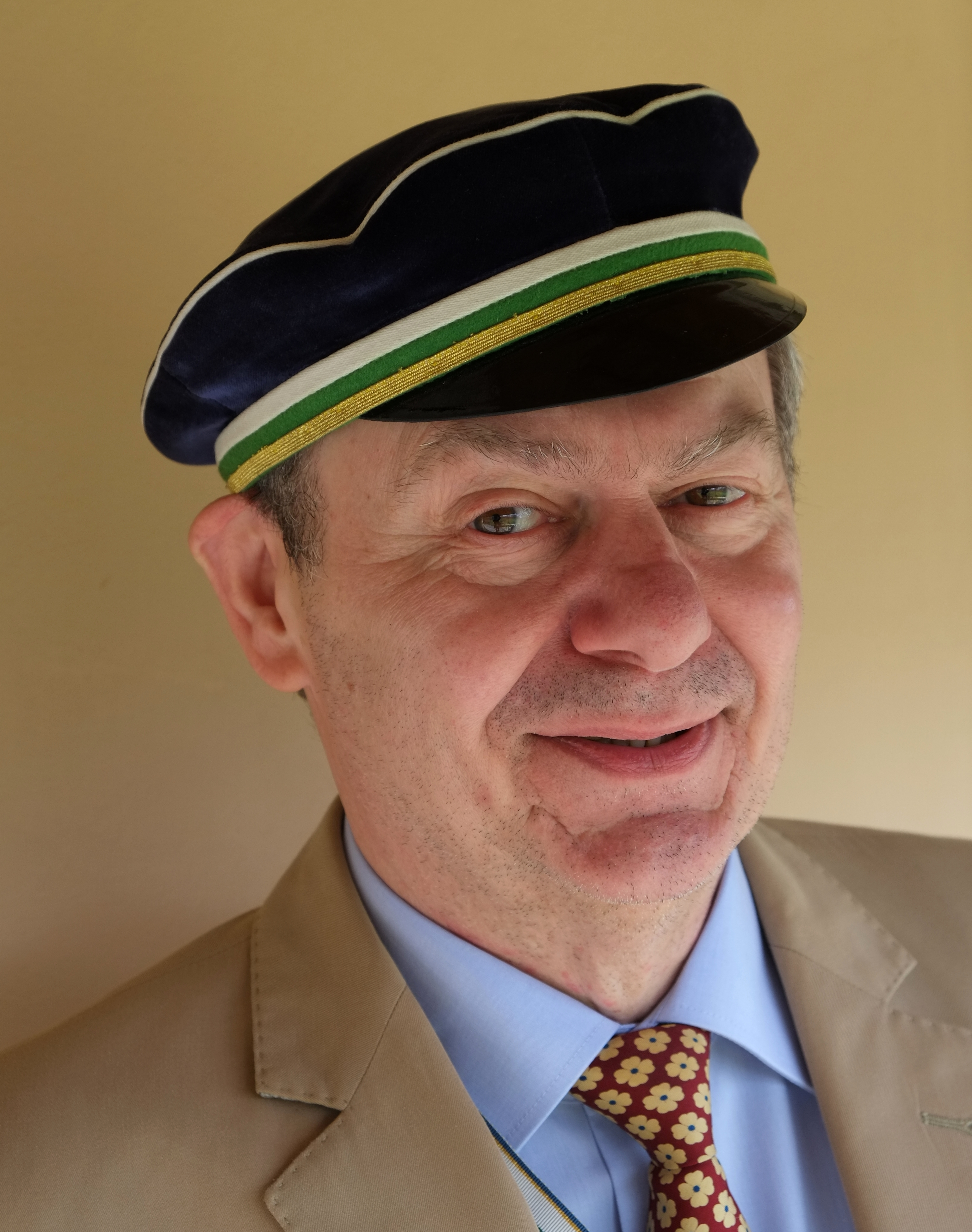
Raimund Lang (2013) im Couleur der Borussia Wien im MKV

Raimund Lang (* 24. Mai 1951 in Salzburg) ist ein österreichischer Schauspieler, Moderator, Synchronsprecher und Studentenhistoriker.

## Leben
Nach der Matura 1969 und dem Präsenzdienst 1969/70 ließ er sich am Prayner Konservatorium in Wien zum Schauspieler ausbilden. Von 1973 bis 1983 war er bei Wiener Theatern angestellt, unter anderem beim Theater der Jugend, am Volkstheater, am Ateliertheater und am Renaissancetheater. In der Spielzeit 1974/75 war er zusätzlich beim Tourneetheater „Niederösterreichisches Kammerschauspiel“ engagiert. In der Spielzeit 1980/81 war er zusätzlich als Gast bei der Theaterkompagnie „Die Komödianten – Theater im Künstlerhaus“ verpflichtet.   Unter anderem spielte er den Gottfried in »Armut« von Anton Wildgans, den Harold in »Harold und Maude« von Colin Higgins und den Allan in »Das Floß der Medusa« von Georg Kaiser. In der Spielzeit 1988/89 war er beim „Tourneetheater Greve“ unter Vertrag. Ende der 80er Jahre gastierte er bei den Schlossfestspielen Ettlingen.
In Film und Fernsehen spielte er Nebenrollen in einer Episode von Ein echter Wiener geht nicht unter, im Kinofilm Gehversuche von Edwin Zbonek und in Fernsehfilmen.
Seit 1984 arbeitet er als freier Synchronsprecher in Hamburg, vor allem für den  Norddeutschen Rundfunk.
 Österreichs Bundespräsident Heinz Fischer zeichnete ihn 2009 als „Vermittler österreichischer Kultur im Ausland“ mit dem Professorentitel aus. Claudia Schmied,  Bundesministerin für Unterricht, Kunst und Kultur, überreichte die Urkunde.

## Studentenhistoriker
Lang ist als Studentenhistoriker tätig und veröffentlichte unter anderem zur Geschichte der Studentenverbindungen in Czernowitz. 1998 erhielt er das Ehrenband der katholischen Studentenverbindung Frankonia Czernowitz zu Erlangen im Cartellverband der katholischen deutschen Studentenverbindungen.

## Werke

### Bukowina
- Couleur in Czernowitz. WJK-Verlag, 2013
- Die Wiener Landsmannschaft Bukowina – Wurzel des Czernowitzer Korporationslebens. Einst und Jetzt, Bd. 56 (2011), S. 249–256.

### Liedgut
- Intonas I. Von studentischen Texten und Weisen. Wien 1992.
- Intonas II. Von studentischen Texten und Weisen. Wien 1998.
- Intonas III. Von studentischen Texten und Weisen. akadpress 2017.[14]
- Die Frau im Studentenlied, in: Documenta et Commentarii, Schriftenreihe der Schweizerischen Vereinigung für Studentengeschichte, Nr. 20 (1998)
- Ergo cantemus. Texte und Materialien zum Studentenlied. GDS-Archiv für Hochschulgeschichte und Studentengeschichte, Beiheft 13, SH-Verlag, Köln 2001, ISBN 3-89498-112-1.
- zusammen mit Petrus Stockinger: Großes Österreichisches Kommersbuch, Mittelschüler-Kartell-Verband 2015, ISBN 978-3200040113
- O alte Herrlichkeit. Wien, 2020.